# Шачири, Илир
Илир Шачири (алб. Ilir Shaqiri) — албанский певец, автор песен и писатель из Косово, ветеран АОК.
Илир Шачири — автор 619 популярных народных и народных песен. Он участвовал более чем в 1000 концертах, из них более 900 гуманитарных.
Живёт в Приштине, состоит в Союзе писателей Косово, работает в РТК.

## Биография
Илир Шачири родился 28 ноября 1959 года в Бурое, Дреница. Окончил начальную школу в Турикеце, среднюю школу в Призрене. Высшее образование по албанскому языку и литературе в Призрене и Приштине. Имеет степень магистра литературы по теме «Эстетика и семиотика».
Написал более 600 песен на албанскую легкую, популярную и народную музыку. Автор музыки к 17 документальным фильмам. Автор музыки к спектаклям «Зека и Зи» и «Физиканет» в Национальном театре. Выпустил 34 музыкальных альбома и 4 видеоальбома с песнями. В 2012 году, к 100-летию независимости Албании, он издал музыкальный альбом со 100 избранными песнями.
Опубликовал исследование «Эстетика и семиотика в художественном творчестве матери» 2014 г. Опубликовал роман «Тан Темали», издательство Toena, Тирана 2014 г. Опубликовал роман «Lemza e dheut», Лига писателей Косово, Приштина 2016. Автор документального фильма «Стальной шаг» 2014. Автор документального фильма «Голос лапидарных песен» 2017. Автор сценария художественного фильма «Кангжелет» 2016—2017. Издал стихотворение с 1200 стихов «Адем Яшари», Лидия и писатели Косово, Приштина, 2018 г. Издал книгу стихов и прозы ITH, издательство Toena в Тиране, 2019 г.
Он выступал в художественном фильме «Важные годы» 1997 года. Он исполнил тысячи албанских песен, в тысячах концертов (большинство из них гуманитарных), во многих странах мира, где проживают албанцы: в Косово, Албании, Македонии, Черногории. , Греция, Турция, Босния, Хорватия, Словения, Италия, Австрия, Швейцария, Германия, Чехословакия, Бельгия, Люксембург, Франция, Нидерланды, Дания, Англия, Швеция, Норвегия, Финляндия, США, Канада и Австралия. С 1983 по 1990 год был художественным руководителем ансамбля «Дреница». В 1998 году провел 109 концертов в Европе в поддержку Армии освобождения Косово. В 1999 году во время освободительной войны входил в состав Военно-артистического корпуса, созданного Генеральным штабом ОАК.
Участник многих национальных и международных фестивалей в области музыки и литературы, таких как: «Фестиваль самобытного фольклора» Дреница 1983, 1987. «Фестиваль культурных обществ» Каканик 1984 и Теранда 1985. «Фест-Арб». Скопье 1992. «Певческий фестиваль в АРТ» 1992, 1993, 1994. «Специальная награда folkmoot USA» Фестиваль Северная Каролина 1994. «Албанская песня» Фестиваль Приштина 1995. «Балканский песенный фестиваль» Брюссель 2000. «Полифест» Приштина 2000. Нота- Фестиваль «Скопье 2002». Ода Дибране "Дибер 2002, 2004, 2005. Фестиваль «Кенга Арбереш» «Калабрия 2017». Фестиваль лирико-эпической песни «Мат 2016, 2018». Международный фестиваль поэзии «Косово 2018». Дни литературы Шкипе. "США 2016, 2018.
Удостоен в стране и за рубежом наград жюри и общественности, таких как: «Фест-Арб» в Скопье 1992 г., «Албанская песня» в Приштине 1995 г., Международный фестиваль «Специальная премия фольклорного собрания США» в Северной Каролине 1994 г., «Лилия Призренская». в Призрене, 1996 г. «Певец балканского посольства» в Брюсселе, 2000 г.
Он был удостоен «Благодарности» от Освободительной армии Косово в 1999 г. «Благодарность» Ассоциаций за войну в Косово в 2000 г. «Благодарность» от КЗК — Корпуса защиты Косово в 2002 г. «Честь Дибранской палаты» Дибра 2004 г. «Честь». Лиги писателей «Пука 2009 г.». Наим Фрашери и Арте «от президента Республики Албания 2011 г.». Благодарность «батальона спецназа Албании 2014 г.». Медаль «Министерства обороны Республики Албания». 2014. «Благодарность» от литературного объединения «Ассамблея» Мичиган — США 2016. «Благодарность» от Континентального архиепископа Арбереша 2017. «Скендербег Рыцарь» из Арбереша в Калабрии 2017. «Благодарность» от Ассоциации семей мучеников Косово 2016. «Почетный гражданин Муниципалитета Мат» 2018. Звание «Честь Республики Косово» Президентом Косово 2019.
Его творческая деятельность обобщена в монографии «Героизм и любовь», автором которой является проф. доктор Кудуси-лама, изданный ЛШК, 2012 г. Член «Лиги писателей Косово». Его призвание — современная музыка, проза и поэзия. В настоящее время он является «художественным руководителем специальных программ» на радио и телевидении Косово.
Родился 6 декабря 1960 года в Бурое, Дреница, Косово. Он получил начальное образование в Туричеце, среднее образование в области фармацевтики в Призрене, высшее образование в области албанского языка и литературы в Призрене и Приштине. Имеет степень магистра албанской литературы (эстетика и семиотика).
Впервые он предстал перед публикой в 1978 году в Доме культуры в Призрене. В 1983 году на фестивале «Рапсодии поют» в Дренице получил первую премию профессионального жюри. Вместе с Культурным обществом «Акумулятори» Митровицы на фестивале Качаник в 1984 году он был оценен как отличный исполнитель.
Вместе с героем албанского народа Хамезом Джашари в 1985 году они сформировали фольклорный ансамбль «Дреница», которым руководили до 1990 года. На фестивале «Теранда 85» он ценится за свою интерпретацию. В 1988—1989 годах он закончил два курса сольного пения в Тиране, а на фестивале «Festarb 1992» в Скопье, первом фестивале, где он объединил всех албанских творцов, он получил первую премию публики.
Участвовал в 33-м Фестивале песни ART (1994) с песней Наима Гьоши «Я Европа». В том же году он участвовал в международном фестивале «Folkmoot USA 1994» в Северной Каролине и был удостоен специальной награды. В 1995 году на фестивале «Кенга Шкиптаре» в Приштине он получил первые две награды жюри и публики, а в 1997 году снял телефильм «AD — Важные годы» с режиссёром Иса Косья.
В течение 1998 года он дал 109 концертов в поддержку ОАК в Европе: Германии, Швейцарии, Бельгии, Англии, Италии, Норвегии, Швеции, Австрии, Нидерландах и Албании. 6 марта 1999 года в составе Военно-артистического корпуса ОАК участвовал в праздновании первой годовщины падения легендарного полководца Адема Яшари в Преказе во время войны против сербских оккупантов.
Альбомы, произведения
МУЗЫКАЛЬНЫЕ ПРОЕКТЫ ИЛИРА ШАКИРИ
Мальчики Петрита подросли Дреница (1986). Red Luma связала Беса (1987). Спасибо Косово (1988) · Слова свечи (1989) · Плисас путешествует к солнцу, видеопроект (1990) · Подожди, подожди (1990) · Редкая песня (1991) · Назад, видеопроект (1991) · Это там, где я гнездюсь (1992) · Свобода (1993) · Свобода, видеопроект (1993) · Завтра рождается сегодня (1994) · Я здесь и буду здесь (1995) · Вижу покупку в глаза (1996)) · Огненные звуки (1997) · АД «Важные годы», художественный фильм (1997) · Куштрими и Дреница (1997) · Возрождение (1998) · Зов повстанцев (1999) · Освободитель (1999) · Зов души (1999 г.) · Честь Дардании (2000 г.) · Косовская гвардия (2000 г.) · Песни просвещения (2001 г.) · Мир молодежи (2002 г.) · Забота о свободе (2003 г.) · Дридхе Скопье и Шкодер (2004 г.) · Долина Любовь (2005) · Я знаю песню о тебе (2006) · Возле солнца (2007) · Пишите имя везде (2008) · 100 % АЛБАНСКИЙ (2010) · Героизм и любовь (2012).
Он автор многих музыкальных произведений для документальных фильмов и театра.
```
РАБОТАЕТ
```

Илир ШАКИРИ «Наследство и любовь», автобиография генерала Кудуси-ламы (2012 г.)
Создал и исполнил более 600 песен в духе легкой и популярной албанской музыки.
Опубликовала исследование «Эстетика и семиотика в творчестве матери» (2014).
Опубликовал роман «Тан Темали» в издательстве Toena в Тиране (2014 г.).
Роман «Lemza e dheut» с ЛШК в Приштине (2016 г.)
Сценарист художественного фильма «Кангжелет» (2016—2017).
Опубликовал стихотворение «Адем Джашари» (2018).
благодарности
Благодарность Освободительной армии Косово (1999 г.)
Честь Палаты Дибрана (2006)
Он был награждён президентом Албании Бамиром Топи орденом «Наим Фрашери и Артэ». «Заслуженный артист» (2011 г.)
Благодарности от батальона специального назначения Албании (2014 г.)
«Медаль» Министерства обороны Республики Албания (2014 г.)
«Рыцарь Скандербег» Арбереш в Калабрии (2017).
«Честь района Мэт», мэрия Беррела (2018 г.).
«Честь Республики Косово» Президента Республики Косово (2019 г.).
O